# Ofensiva del norte de Járkov (2024-presente)
La ofensiva del norte de Járkov es una operación militar lanzada por las fuerzas armadas rusas el 10 de mayo de 2024, cruzando desde la frontera rusa las defensas de las Fuerzas Armadas de Ucrania en dirección a Vovchansk y Lyptsi, al norte del óblast de Járkov de Ucrania, así como en la zona de Kupiansk, al este.
Las fuerzas ucranianas reaccionaron enviando a la zona ocho brigadas, que lograron frenar el avance ruso y retomar algunas posiciones. 
Los analistas militares piensan que la ofensiva es una maniobra de distracción cuyo objetivo principal debilitar la defensa ucraniana de los otros sectores del frente. La ofensiva Rusa y los contraataques ucranianos acabaron estancando la batalla en Vovchansk y empezaría una brutal batalla en la ciudad. 
En la batalla de Kupiansk se está llevando a cabo un ataque cuyo principal objetivo es llegar al río Oskil para cerrar una cabeza de puente sobre la ciudad.

## Contexto
En los primeros meses de su invasión, las Fuerzas Armadas de Rusia lograron conquistar gran parte del noreste del óblast de Járkov, incluidas las ciudades de Kúpiansk, Izium, Shevchenkove y Balaklia. Tras una contraofensiva en septiembre de 2022, las fuerzas ucranianas pudieron liberar estos asentamientos y expulsar a las fuerzas rusas de casi todo el óblast.
Durante los primeros meses de 2024, aparecieron informes de que el ejército ruso estaba reconstruyendo sus fuerzas en el norte para lanzar una nueva ofensiva en dirección a Járkov ese mismo año. El secretario de prensa del Kremlin, Dmitri Peskov, y el ministro de Asuntos Exteriores ruso, Serguéi Lavrov, también habían amenazado repetidamente con atacar el óblast y establecer una zona de amortiguamiento para proteger el óblast de Bélgorod en respuesta a los ataques transfronterizos de la oposición armada rusa respaldada por Kiev. El 8 de mayo de 2024, el gobernador del óblast de Járkov, Oleh Syniehubov, informó sobre una gran concentración de fuerzas rusas al norte de la región.

## Desarrollo
Según el Ministerio de Defensa de Ucrania, las fuerzas rusas bombardearon posiciones con bombas guiadas en dirección a Vovchansk durante el día y agregaron fuego de artillería durante la noche. A las 5:00 horas del 10 de mayo se registró un intento de atravesar la línea del frente. Hasta 4 o 5 batallones de infantería rusos de una fuerza recién creada cruzaron la frontera estatal y, según se informa, capturaron las aldeas de Krasne, Borysivka, Strilecha y Pylna. Vovchansk fue objeto de intenso fuego de artillería durante la noche, que continuó al día siguiente. Las fuerzas armadas de Ucrania instaron a los residentes del norte del óblast de Járkov a evacuar.
Según el periodista militar ucraniano Yuri Butusov, la zona fronteriza capturada había sido una "zona gris" detrás de la línea defensiva ucraniana sin presencia militar ucraniana, con la excepción de Strilecha. Syniehubov también se refirió a las aldeas afectadas como una "zona gris", afirmando que "las fuerzas armadas ucranianas no han perdido ni un solo metro". Según analistas de DeepStateMap.Live, citando fuentes confidenciales, las fuerzas rusas habían ocupado la aldea de Pylna varios días antes del 10 de mayo, pero la mala comunicación dentro del ejército ucraniano había impedido que se tomaran medidas.
Más tarde, según el Ministerio de Defensa de Ucrania, se enviaron unidades de reserva al óblast de Járkov para mantener la línea del frente.
El presidente ucraniano, Volodímir Zelenski, dijo que hasta ahora la artillería ha podido repeler la ofensiva rusa en el Óblast de Járkov y que Rusia puede retirar más reservas para apoyar la ofensiva, pero las fuerzas armadas de Ucrania están listas para resistirlas.
Más tarde ese mismo día, un alto comandante ucraniano dijo que las fuerzas rusas habían hecho retroceder a las fuerzas ucranianas un kilómetro desde la frontera ruso-ucraniana y pretendían avanzar 10 kilómetros hacia Ucrania. La ciudad fronteriza de Vovchansk fue sometida a "bombardeos masivos" y los residentes estaban siendo evacuados.
También se informó de combates en las aldeas de Pletenivka, Hatyshche, Hoptivka, Morokhovets, Oliinykove y Ohirtseve. Los blogueros rusos afirmaron que Hatyshche, Ohirtseve y Zelene habían quedado bajo control ruso, según el Instituto para el Estudio de la Guerra (ISW). La 42.ª Brigada Mecanizada de Ucrania publicó imágenes de su unidad "Perun" destruyendo cuatro vehículos de combate de infantería BMP rusos en el área de Pylna utilizando drones de combate, afirmando haber causado varias bajas.
Un miembro del movimiento partidista ucraniano Atesh, que supuestamente sirvió en el ejército ruso, afirmó que partes de su unidad, un batallón de fusileros motorizados del 44.º Cuerpo de Ejército, se negaron a participar en el asalto al óblast de Járkov, debido al fracaso del sabotaje y el reconocimiento previos. y la fuerza de las fortificaciones ucranianas.
Para el 10 de mayo, las fuerzas rusas, según el ISW, se habían apoderado de alrededor de “35 millas cuadradas de territorio”, aunque las fuerzas ucranianas afirmaron haber hecho retroceder a las fuerzas rusas.

## Análisis
La ofensiva se produjo en un momento en que las limitadas tropas ucranianas ya estaban extendidas a lo largo de una línea de frente de más de 1.000 kilómetros, y les obligó a una retirada parcial de tropas de otras áreas como Kupiansk. Al observar una pequeña acumulación de fuerzas rusas cerca del Óblast de Sumy, Kiev temió que la operación rusa pudiera ser precursora de una ofensiva más amplia en verano. En un artículo para Reuters, Pasi Paroinen, analista del Black Bird Group, afirmó que el avance de Járkov tenía como objetivo agotar las limitadas reservas ucranianas antes de una ofensiva mayor. Por su parte, David Ax, corresponsal militar de Forbes, sugirió que el ataque era "una finta elaborada" cuyo objetivo principal, además de tener algo que celebrar los rusos durante su Desfile del Día de la Victoria de 2024, era quitarle recursos a las fuerzas ucranianas en Chasiv Yar y Avdíivka.